# An lạc

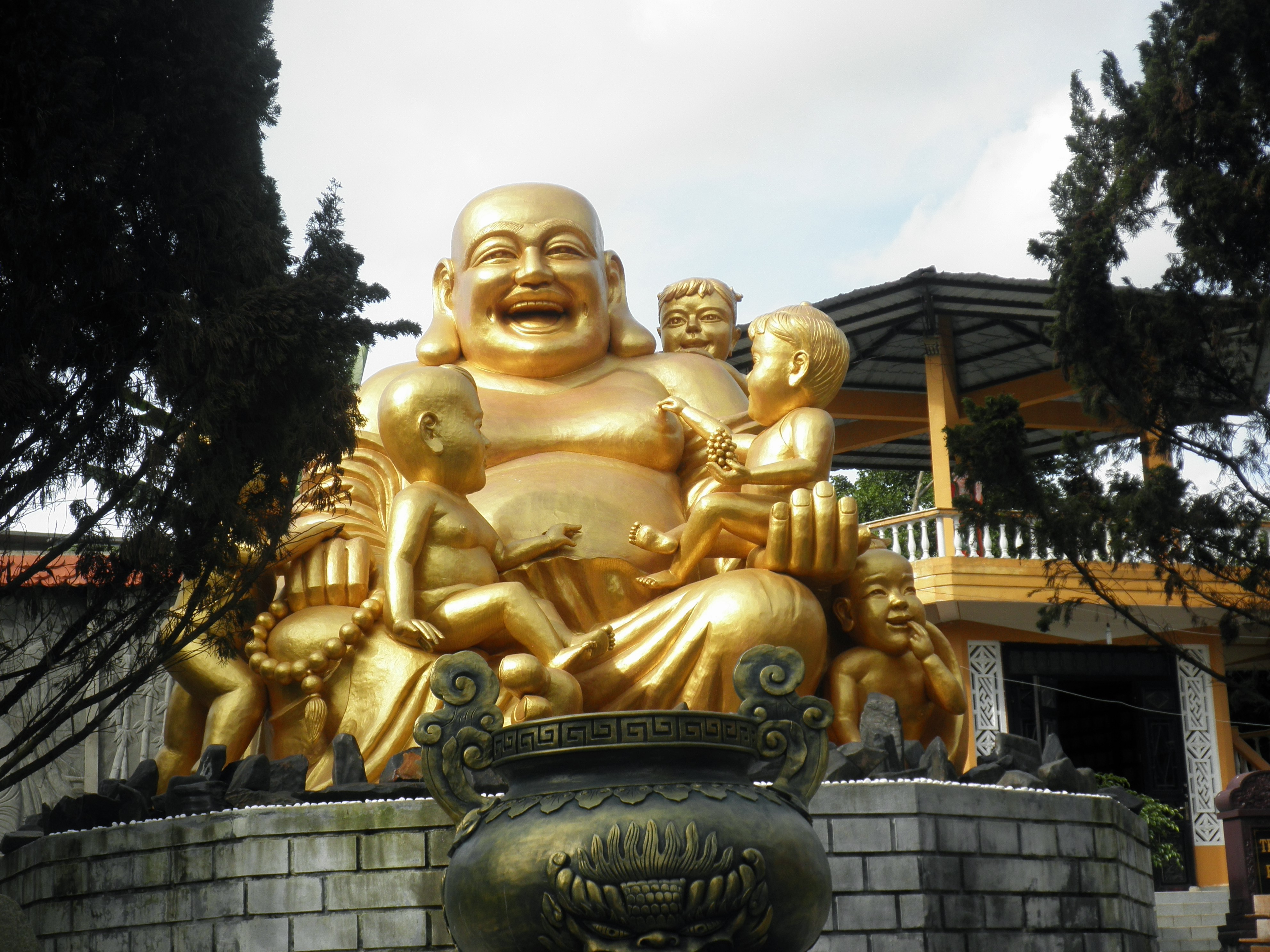
Tượng Phật Di Lặc với nụi cười biểu tượng tâm an lạc hoan hỉ

An lạc (Sukha/सुख/佛教) hay An vui/lạc (樂) có nghĩa là sự hạnh phúc, niềm vui, sự thoải mái, thư thái hay trạng thái phúc lạc. Trong số các kinh điển Phật giáo Sơ kỳ thì tâm trạng an lạc (Sukha) được sử dụng để tính tương phản với lạc thú (Preya/प्रेय) có nghĩa là niềm vui thú nhất thời, trong khi niềm vui trong an lạc (Sukha) có trạng thái hạnh phúc chân thật và lâu dài bên trong một chúng sinh. Trong Kinh điển Pali (Pāli Canon), thuật ngữ an lạc được sử dụng trong bối cảnh mô tả sự hành trì thiền định (Dhyāna) trong Phật giáo và được coi là nguyên tắc sống động lực thúc đẩy chính trong tôn giáo Vệ Đà sơ khai. Chủ đề về tính trung tâm của sự Khổ (Dukkha) đã được phát triển trong những năm sau đó trong cả truyền thống Vệ Đà và Phật giáo. Việc giải thoát, thoát khổ là ý nghĩa tồn tại của Phật giáo thời kỳ đầu. Trong Kinh điển Pali (Pāli Canon) có ghi chép về việc Đức Phật Cồ Đàm đã đàm thoại với những cư sĩ khác về chủ đề "sự an lạc và hạnh phúc" (Hitasukha) có thể thấy được trong cuộc sống hiện tại này (Diha-dhamma) và "liên quan đến đời sống tương lai" (Samparāyika).
An lạc là sự an vui, tâm không bị khuấy động, tâm bình thản, không lo lắng, không sợ hãi, còn lạc là khả năng vui sống, an lạc là cái sự có hạnh phúc và đang thưởng thức những cái thật, cái thiện lành, cái đẹp, cái từ tâm mà không bị ràng buộc, không bị vướng víu và bị những yếu tố này làm chủ bản thân. An lạc không phải là sự hạnh phúc, sảng khoái, hài lòng, vui sướng nhất thời mà chính là một trạng thái an yên hỷ lạc tự bên trong mỗi cá nhân (tự thân an lạc), nhẹ nhàng, bền bỉ, mang lại sự bình an cả thân và tâm. Trạng thái an lạc này có thể lan tỏa đến những người xung quanh, tạo nên không khí bình yên và thư thái. An lạc thường đến từ tuệ giác, đưa đến sự ung dung tự tại, cân bằng, hài hòa cả về vật chất lẫn tinh thần. Không nợ nần (Anana sukha) là một nguồn hạnh phúc khác, nếu biết đủ, biết an phận với những gì mình có và nếu ăn ở kiệm cần sẽ không nợ nần với ai, mặc dù nghèo thiếu vẫn cảm thấy thoải mái dễ chịu và thư thái tự tại nhẹ nhõm. Nếp sống trong sạch thanh tịnh (Anavajja sukha) là nguồn hạnh phúc cao thượng của người cư sĩ. Người có đời sống trong sạch, khiết tịnh là một nguồn phước báu, kham nhẫn là một phẩm chất thiện lành, thể hiện sự khiêm nhường.